# شخص مكشوف سياسيا
في التشريعات المالية، الشخص المكشوف سياسيًا هو أي شخص مكلف بوظيفة عامة بارزة. يشكل الأشخاص المكشوفون سياسيًا خطرًا أكبر من ناحية تورطهم المحتمل في قضايا الرشوة والفساد بحكم مناصبهم والتأثير الذي قد يمارسونه. غالبًا ما يستعمل مصطلحا شخص مكشوف سياسيًا وشخصية سياسية أجنبية رفيعة المستوى بصورة متبادلة ولا سيما في سياق المنتديات الدولية. يستعمل مصطلح المسؤول الأجنبي للإشارة إلى الأفراد الذين يعتبرون شخصيات حكومية بحسب ما جاء في قانون الممارسات الأجنبية الفاسدة. ثمة عدة اختلافات بين التعاريف الواردة في القانون وتعريف الأشخاص المكشوفين سياسيًا وذلك على الرغم من أوجه الشبه في ما بينهما، وعليه لا ينبغي استعمال هذين المصطلحين بشكل متبادل. يستعمل مصطلح الأشخاص المكشوفين سياسيًا في قطاع الخدمات المالية بقصد الإشارة إلى فئة من العملاء المتمتعين بنفوذ سياسي، في حين يستعمل مصطلح مسؤول أجنبي بغرض الإشارة إلى جميع المخاطر المحتملة التي قد تفرضها علاقات الأطراف الثالثة في جميع القطاعات الاقتصادية.

## التنفيذ
تتعاطى معظم الدول الأعضاء في مجموعة العمل المالي والبالغ عددها 37 دولة مع الأشخاص المكشوفين سياسيًا سواء كانوا مواطنين أم أجانب بتمحيص بالغ الدقة. تشير توجيهات مجموعة العمل المالي إلى اعتبار الأشخاص المكشوفين من الأجانب أشخاصًا مكشوفين بحكم الأمر الواقع في بلدانهم الأم. يعد هذا الأمر منطقيًا من منطلق منع الجريمة إذ يتعين على الأشخاص المكشوفين سياسيًا الاستعانة بالنظام المالي في بلدانهم الأم من أجل نقل مكاسب جرائمهم غير المشروعة للخارج، ولذلك تولى أهمية أكبر للأشخاص المكشوفين المحليين من غير الأجانب.

### أستراليا
يعرف الأشخاص المكشوفون سياسيًا بحسب ما جاء في قواعد مكافحة غسيل الأموال الأسترالية وقواعد مكافحة تمويل الإرهاب على أنهم جميع الأفراد الذين يحتلون مناصب أو وظائف عامة بارزة في هيئات حكومية أو منظمات دولية ضمن الأراضي الأسترالية أو خارجها. يتوسع هذا التعريف ليشمل أفراد أسرهم وزملائهم المقربين.
تعرف قواعد مكافحة غسيل الأموال الأسترالية وقواعد مكافحة تمويل الإرهاب ثلاث فئات للأشخاص المكشوفين سياسيًا كالآتي:
- الأشخاص المكشوفين المحليين وهم الأفراد الذين يشغلون مناصب أو وظائف عامة بارزة في إحدى الهيئات الحكومية الأسترالية.
- الأشخاص المكشوفين الأجانب وهم الأفراد الذين يشغلون مناصب أو وظائف عامة بارزة في إحدى الهيئات الحكومية التابعة لبلد أجنبي.
- الأشخاص المكشوفين العاملين في المنظمات الدولية وهم الأفراد الذين يشغلون مناصب أو وظائف عامة بارزة في إحدى المنظمات الدولية.

ينبغي أن يكون في حوزة الكيانات المكلفة بإعداد التقارير المالية جميع الإجراءات التي تخولها من تحديد ما إذا كان أي عميل أو مالك محتمل شخصًا مكشوف سياسيًا أو زميلًا لشخصٍ مكشوف. كذلك يجب على الكيان المكلف بإعداد التقارير إجراء عملية التحديد هذه قبل تزويد العميل بخدمة معينة أو في أقرب وقت ممكن عمليًا بعد ذلك. يتعين على الكيان المكلف بإعداد التقارير تنفيذ إجراءات تحقق إضافية وتفعيل نظم إدارة المخاطر في حال كان هناك احتمال خطر عالٍ يشير إلى ضلوع الشخص المكشوف سياسيًا في عمليات غسيل الأموال أو تمويل الإرهاب أو في حال كان سياسيًا مكشوفًا أجنبيًا.

### كندا
تعتبر كندا أن جميع الأشخاص المكشوفين سياسيًا يمثلون خطرًا من ناحية ضلوعهم المحتمل في عمليات غسيل الأموال وتمويل الإرهاب. أصبح تعريف الشخص المكشوف سياسيًا يشمل جميع الأشخاص المكشوفين المحليين ورؤساء المنظمات الدولية بموجب ما نصت عليه التعديلات التي أدخلت على قانون مكاسب الجريمة (غسيل الأموال) وقانون تمويل الإرهاب اللذين دخلا حيز التنفيذ في عام 2016. يظل الأشخاص المكشوفين المحليين في كندا مندرجين تحت هذا التصنيف إلى حين انقضاء خمس سنوات على تاريخ تركهم لمناصبهم. تسري هذه القاعدة على جميع الأشخاص المكشوفين سياسيًا حتى في حال عدم تصنيفهم ضمن فئة المخاطر المرتفعة.

### مصر
مصر عضو في مجموعة العمل المالي لمنطقة الشرق الأوسط وشمال أفريقيا (مينافاتف). تعهدت البلاد بتنفيذ توصيات مجموعة العمل المالي في ما يخص مكافحة غسيل الأموال وتمويل الإرهاب. يعد فحص الأشخاص المكشوفين سياسيًا مطلوبًا لأصحاب النفوذ السياسي من المحليين والأجانب على حدٍ سواء، في حين لا ينطبق الفحص على الأشخاص المكشوفين العاملين في المنظمات الدولية.

### تشيلي
تتمتع المؤسسات المالية في تشيلي بالسلطة التي تخولها الإبلاغ عن المعاملات المالية التي يشتبه احتمال دخولها في عمليات ارتشاء بحكم المناصب التي يشغلها الأشخاص المكشوفون سياسيًا والنفوذ الذي قد يمارسونه. تراوح عدد الأفراد الذين اعتُبروا أشخاصًا مكشوفين سياسيًا ما بين 2,200 إلى 3,000 شخص اعتبارًا من عام 2015، ومثل عدد الأجانب منهم نحو 150 شخصًا. كذلك وضعت هذه المؤسسات جميع أقاربهم من الدرجة الثانية تحت المتابعة المالية.

### الاتحاد الأوروبي
وضع الاتحاد الأوروبي تعريفًا لمصطلح الأشخاص المكشوفين سياسيًا في توجيه المفوضية الأوروبية رقم 70 لسنة 2006، ومن ثم استعاض عنه بالتوجيه رقم 849 لسنة 2015 (البند التاسع من المادة الثالثة).

### جنوب إفريقيا
عدل مركز الاستخبارات المالية في جنوب إفريقيا قانون مركز الاستخبارات المالية ليعتمد تسمية الأشخاص النافذين سياسيًا عوضًا عن الأشخاص المكشوفين سياسيًا. كان الهدف من هذا التغيير هو تضمين مسؤولي القطاع الخاص الذين أبرموا صفقات تجارية لشراء الخدمات العامة مع مسؤولين في القطاع العام ومسؤولين حكوميين منتخبين.

### المملكة المتحدة
أضحى تعريف المملكة المتحدة للأشخاص المكشوفين سياسيًا مطابقًا لتعريف مجموعة العمل المالي اعتبارًا من شهر يونيو في عام 2017، ويتضمن التعريف الجديد إشارة إلى الأشخاص المكشوفين المحليين. يرد ذكر التعريف في البند الثاني عشر من الفقرة رقم 35 من تشريعات غسيل الأموال لسنة 2017. يعد الشخص مكشوف سياسيًا في حال استيفائه أي من المعايير الواردة أدناه:
- أي شخص أجنبي شغل وظيفة عامة بارزة في مؤسسة حكومية أو دولية خارج المملكة المتحدة في وقت ما خلال السنة الماضية.
- أعضاء دواوين المحاسبة أو مجالس إدارة المصارف المركزية.
- السفراء والقائمون بالأعمال والمسؤولون العسكريون رفيعو المستوى في القوات المسلحة.
- أعضاء الهيئات الإدارية والتنظيمية والرقابية التابعة للشركات المملوكة من قبل دولة.
- رؤساء الدول والحكومات والوزراء ونوابهم ومساعديهم.
- أعضاء البرلمان.
- أعضاء المحاكم العليا والمحاكم الدستورية أو غيرها من الهيئات القضائية رفيعة المستوى.

يستثني التعريف المسؤولين متوسطي الرتبة أو الأدنى شأنًا بصريح العبارة.
كذلك يمتد تصنيف الأشخاص المكشوفين ليشمل أقارب هؤلاء الأفراد وزملائهم المقربين. يتضمن الأقارب والزملاء المقربين كلًا من الزوج أو الزوجة والشريك والأطفال وأزواجهم أو شركائهم وأهاليهم. من المناسب النظر إلى إمكانية استعمال أفراد العائلة الآخرين كواجهة للنشاطات الفاسدة على الرغم من عدم اندراجهم تحت تصنيف الأشخاص المكشوفين بموجب ما جاء في التعريف. ولذلك قد يكون من المناسب بمكان تطبيق التعريف على أفراد العائلة الممتدة الآخرين الذين قد يمثلون عوامل خطر متزايدة وتطبيق أحكام التشريعات عليهم (مثلًا حين يبادر شخص مكشوف سياسيًا على اطلاع على معلومات مالية سلبية حساسة على استعمال شقيقه كواجهة لمعالجة المكاسب التي جناها من الفساد). يشمل الزملاء المقربون جميع الأفراد الداخلين في ملكية مشتركة لكيان قانوني أو كانوا طرفًا في ترتيب قانوني وما إلى ذلك من علاقات العمل الوثيقة. كذلك يغطي هذا جميع الأشخاص المتمتعين بملكية نفعية خاصة لكيان قانوني أو يشكلون طرفًا في ترتيب قانوني معروف أن تأسيسه أو وضعه كان بقصد إفادة الشخص المشار إليه في التشريع.
نشرت كل من هيئة السلوك المالي ومجموعة توجيه غسيل الأموال المشتركة توجيهات شاملة حول الأشخاص المكشوفين سياسيًا وغيرها من الشؤون المرتبطة بموضوع تقصي هوية العملاء بهدف مساعدة الشركات على الامتثال بالتزاماتهم القانونية.